# اپلسید کست
اپلسید کست (به انگلیسی: The Appleseed Cast) یک گروهٔ موسیقی آمریکایی اهل لارنس، کانزاس می‌باشد. این گروه در روزهای ابتدایی شکل‌گیری سبک ایمو توسط کریستوفر کریسکی (خواننده و گیتاریست) و لویی رویز به‌وجود آمد. اپلسید کست در طول انتشار هشت آلبوم کامل، با حفظ کریسکی به‌عنوان ترانه‌پرداز اصلی، به‌طور پیوسته در سبک و صدا تکامل یافته است. اعضای گروه بارها تغییر کرده‌اند و کریسکی تنها عضو ثابت از زمان آغاز فعالیت تاکنون بوده است. در حال حاضر اعضای گروه شامل کریستوفر کریسکی، بن کیمبال، نیک فردریکسون و شان برگمن می‌باشد.
بیشتر شهرت گروه در اوایل دههٔ ۲۰۰۰ به‌دست آمد، آن در این زمان از وبگاه پیچفورک برای آلبوم‌های جغد سطح پایین جلد ۱ و جلد ۲ امتیاز ۹٫۰ را دریافت نمودند. این گروه برای آلبوم‌های دو مکالمه، پرگرین و آیین اشراق و آثار دیگر نیز باز هم مورد تمجید و تعریف قرار گرفت.